# La Mare Terra
"La Mare Terra" (títol original en anglès "Home Soil") és el divuitè episodi de la primera temporada de la sèrie de televisió de ciència-ficció estatunidenca Star Trek: La nova generació, es va emetre originalment el 22 de febrer de 1988, en redifusió als Estats Units. Robert Sabaroff, Karl Geurs i Ralph Sanchez van desenvolupar la història, i Sabaroff va produir la sèrie. "La Mare Terra" és un dels cinc episodis de la sèrie dirigida per Corey Allen.
A l'episodi, la tripulació de l' Enterprise investiga l'assassinat d'un tripulant en una colònia en terraformació i descobreix una forma de vida cristal·lina que posseeix intel·ligència.
L'equip de producció va trobar problemes amb els decorats, el càsting i la programació. A causa de problemes amb el guió, es va lliurar a Allen només un dia abans del rodatge. Nou milions d'espectadors van veure l'episodi, el segon nombre més baix d'espectadors de la primera temporada de La nova generació. La recepció crítica va ser mixta, amb un crític assenyalant que a diferència de la sèrie original de Star Trek, "La Mare Terra" va explorar el regne de la ciència-ficció dura. Els crítics van comparar l'aparició de formes de vida inorgàniques a la història amb la trama de l'episodi original de la sèrie Star Trek, "Un monstre amagat".

## Trama
Desviat d'explorar les Plèiades, l'Enterprise arriba a la colònia en terraformació de Velara III, ja que el projecte va tard. El director, Kurt Mandl (Walter Gotell), insisteix que són a temps, però el capità Jean-Luc Picard (Patrick Stewart) ordena que un equip vagi a la superfície després que la consellera Deanna Troi (Marina Sirtis) senti que Mandl amaga alguna cosa. Després d'arribar, un de l'equip de Mandl és assassinat pel mal funcionament d'un trepant làser. Durant la inspecció del comandant Data (Brent Spiner) de l'eina, aquesta comença a disparar-li, però els seus ràpids reflexos androides li permeten esquivar el tret i fer que el trepant sigui inofensiu. Ell descobreix que el làser havia estat reprogramat per disparar contra el grup. A prop, es descobreix un cristall que emet llum irregular i patrons de radiació. El cristall és portat a bord de l' Enterprise per estudiar-lo i Picard ordena aturar la terraformació.
La Dra. Beverly Crusher (Gates McFadden) i Data descobreixen que el cristall pot estar viu. Quan el cristall intenta interactuar amb els ordinadors de l' Enterprise, és col·locat en un camp de força de contenció. El cristall comença a créixer i accedeix al programa de traducció de l'ordinador i intenta comunicar-se amb la tripulació, tractant els humans com a enemics, anomenant-los en burla "bosses lletges majoritàriament d'aigua". Picard descobreix que Mandl i el seu equip es van trobar prèviament amb els cristalls; Aleshores, havien considerat la possibilitat que els cristalls estiguessin vius, però Mandl va insistir a seguir terraformant-se. Els terraformadors van utilitzar un procés de perforació responsable d'eliminar la capa d'aigua salina del nivell freàtic de Velara III. Aquesta capa salina va actuar com a conductor, permetent que molts cristalls separats funcionin com una forma de vida. En una resposta defensiva a la perforació, la forma de vida del cristall va reescriure el programari del làser i va atacar els terraformadors.
Data fa la hipòtesi que un únic cristall no és intel·ligent, però quan s'enllaça amb altres cristalls, la seva intel·ligència és formidable. A mesura que la forma de vida cristal·lina accedeix a funcions de nivell superior de l'ordinador de l'Enterprise, Picard i la tripulació intenten transportar-la a la superfície, però el cristall bloqueja tots els intents de transportar-la fora de la nau. Data i el tinent. Geordi La Forge (LeVar Burton) descobreixen la presència de cadmi al cristall i sospiten que té propietats fotoelèctriques. Desactiven els llums del laboratori mèdic i el cristall immediatament  suplica per la seva vida. Picard negocia pacíficament per retornar la forma de vida de cristall a la superfície del planeta on la Flota Estel·lar instituirà una quarantena, deixant que la forma de vida visqui en pau.

## Repartiment i doblatge al català
La sèrie va ser doblada al català pels estudis Tramontana (primera part) i Soundtrack (segona part) i emesa a TV3 l’any 1991. Els dobladors de l'episodi foren:
| Personatge      | Actor/actriu       | Veu en català    |
| --------------- | ------------------ | ---------------- |
| Jean-Luc Picard | Patrick Stewart    | Joan Crosas      |
| William Riker   | Jonathan Frakes    | Antoni Forteza   |
| Data            | Brent Spinner      | Joaquim Sota     |
| Geordi La Forge | LeVar Burton       | Aleix Estadella  |
| Worf            | Michael Dorn       | Enric Arquimbau  |
| Beverly Crusher | Gates McFadden     | Pilar Rubiella   |
| Deanna Troi     | Marina Sirtis      | Alicia Laorden   |
| Tasha Yar       | Denise Crosby      | Teresa Manresa   |
| Wesley Crusher  | Will Wheaton       | Roger Pera       |
| Kurt Mandl      | Walter Gotell      | ?                |
| Luisa Kim       | Elizabeth Lindsey  | Aurora García    |
| Bjorn Benson    | Gerard Prendergast | Joan Pera        |
| Arthur Malencon | Mario Roccuzzo     | Manuel Català    |
| Força de vida   | Veu                | Xavier Fernàndez |

## Producció
Les reescriptures a "La Mare Terra" van continuar durant el rodatge, i Corey Allen va rebre pàgines el dia abans del rodatge, cosa que Allen va descriure com una "lluita". De la història en general, l'escriptor i productor de La nova generació Maurice Hurley va dir que era "una idea interessant, però l'execució es va ensorrar." Va pensar que, a més del guió, hi havia problemes amb el càsting, els decorats i el temps en què s'havia de rodar. La història té similituds amb l'episodi de Space: 1999 "All That Glisters", que també presentava roques intel·ligents que ingerien aigua que es comunicaven amb humanoides.
Andrew Probert va crear una matte painting de l'exterior de l'estació de terraformació que mai va arribar a l'espectacle. Les estrelles convidades a "La Mare Terra" incloïen Walter Gotell, més conegut per aparèixer a les pel·lícules de James Bond com a General Gogol. La descripció de la forma de vida cristal·lina per als humanoides a l'episodi va generar la frase "bosses lletges majoritàriament d'aigua", que s'ha utilitzat com el títol d'un documental sobre els fans de Star Trek, i com el nom d'una cançó de la banda Streetnix, a més d'haver estat referenciada per Dream Warriors en les lletres del tema My Definition of a Boombastic Jazz.

## Recepció
Crec que "La Mare Terra" funciona, i funciona bé, i és un exemple fantàstic d'una mena d'història en la qual el TOS mai no va aprofundir: la ciència-ficció dura. Es diu "dura" perquè pren els coneixements existents i els projectes només una mica cap a l'exterior, en lloc d'introduir-hi poques paraules com "espai" i "làsers" perquè tot sembli tecnològic. L' Enterprise de Kirk es va trobar amb tota mena d'extraterrestres i rareses, però tot i que va fer obertures a una escriptura més fonamentada, mai vas tenir la impressió que cap dels escriptors del programa va fer una investigació seriosa abans de muntar les trames.
L'episodi es va emetre per primera vegada el 22 de febrer de 1988. Va rebre una Puntuació de Nielsen de 9 milions a la primera emissió, que va suposar una disminució de més d'un milió respecte a l'episodi anterior "Quan es trenca la branca", que va rebre una puntuació de 10,2 durant la setmana anterior. El següent nou episodi es va emetre tres setmanes més tard, quan "Fer-se" va obtenir una audiència de 10,1 milions. "La Mare Terra" va ser el segon episodi menys vist de la primera temporada, superat per "L'últim destacament" vist per 100.000 espectadors menys.
Diversos crítics van tornar a veure l'episodi després del final de la sèrie. Keith DeCandido va ressenyar l'episodi per a Tor.com, dient que "tot i que aquest episodi té els seus defectes, és un exemple meravellós de ciència-ficció, que no escatima en el suspens, l'acció i la compassió de la marca registrada de Trek." No li va agradar la direcció de la pel·lícula d'Allen, dient que el director tenia una "estranya insistència en el bloqueig i els posicionaments no naturals i escènics i l'obsessió amb els primers plans extrems". DeCandido yambé va pensar que la trama va patir "amnèsia pel que fa a Horta" de l'episodi Un monstre amagat de la sèrie original.  Va donar a "La Mare Terra" una puntuació general de set sobre deu. Michelle Erica Green, en la seva ressenya per TrekNation, va pensar que l'episodi era "menys interessant" que els "atacs d'Horta i fusions mentals" de "Un monstre amagat". També va sentir que "La Mare Terra" era massa semblant "en la ciència-ficció i ena la narració" a l'episodi anterior, Quan es trenca la branca.
Zack Handlen, que va veure l'episodi per The A.V. Club, pensava que la "ciència-ficció dura" funcionava bé, ja que era una àrea a la qual La sèrie original mai no es va apropar. Va pensar que la història era prou diferent de "Un monstre amagat"; tot i que Horta es basava en silici, almenys era fàcilment reconeixible com una criatura alienígena. Això fa que sigui menys emocionant com a criatura, però més intrigant com a idea, argumenta Handlen. Tot i que considerava que l'episodi era un "guanyador", va reconèixer que estava "una mica al costat sec". James Hunt, escrivint per al lloc web Den of Geek, va assenyalar que l' Enterprise va lluitar contra una entitat cristal·lina diversos episodis abans a "Datalore", que va considerar "molt més impressionant que aquests microcervells de cristall ... D'acord, no parlaria amb ells, però tampoc el mataria en el moment en què algú va apagar els maleïts llums." Va pensar que "La Mare Terra" era un episodi genèric de Star Trek i va pensar que era similar a La sèrie original en el to.

## Estrena en mitjans casolans
"La Mare Terra" es va llançar per primer cop en videocasset VHS als Estats Units i el Canadà el 26 d'agost de 1992. L'episodi es va incloure a la caixa del DVD de la primera temporada de Star Trek: La nova generació, llançada el març de 2002. Va ser inclòs com a part de la primera temporada en Blu-ray el 24 de juliol de 2012.